# Titaea orsinome
Titaea orsinome är en fjärilsart som beskrevs av Jacob Hübner 1824. Titaea orsinome ingår i släktet Titaea och familjen påfågelsspinnare. Inga underarter finns listade i Catalogue of Life.